# Jardel (voleibolista)
 Rodrigo Alves dos Santos  (Rio de Janeiro, 7 de maio de 1981) é um  voleibolista indoor brasileiro, atuante na posição de Central e também de Oposto, que  pela Seleção Brasileira, na categoria infanto-juvenil, conquistou o ouro no Campeonato Sul-Americano de 1998 no Equador, e no mesmo ano foi medalhista de ouro nos Jogos Mundiais da Juventude, também participou do Mundial dessa categoria em 1999 na Arábia Saudita. Além disso, obteve na categoria juvenil a medalha de ouro no Campeonato Sul-Americano de 2000 sediado na Venezuela e no Campeonato Mundial de 2001 realizado na Polônia. Na seleção principal, participou da fase classificatória da Liga Mundial de 2002. Em clubes sagrou-se medalhista de prata no Campeonato Sul-Americano de Clubes na Argentina no ano de 2010.

## Carreira
Jardel sempre praticou esportes, como judô,  natação e  futsal, sem pretensões de ser federado iniciou aos 13 anos de idade a praticar voleibol na  escolinha de vôlei do colégio, local que sua mãe trabalhava localizada na Barra da Tijuca, Rio de Janeiro, motivados pelos alunos e sua mãe, tentou trilhar a carreira profissional e seu professor indicou  o Fluminense, e chegando neste  o técnico pediu para efetuar um ataque  e com muita potência, rendeu-lhe uma cicatriz na mão e a vaga como Central na equipe, ponde ficou por quatro anos, também era convocado paras as Seleções Cariocas.
Desde as categorias de base estava sendo convocado para a Seleção Brasileira, nesta atuou na categoria infanto-juvenil conquistou a medalha de ouro no Campeonato Sul-Americano de 1998, este disputado em Quito-Equador, individualmente foi eleito o Melhor Bloqueador. Também representou o país nos Jogos Mundiais da Juventude de 1998, trazendo a medalha de ouro para o Brasil.
Novamente na categoria infanto-juvenil representou o Brasil no Campeonato Mundial  de 1999 sediado em Riyad-Arábia Saudita, mas não obteve medalha, encerrando na sétima colocação. Defendeu o Olympikus EC  na temporada 1998-99 e por este conquistou o título do Campeonato Carioca de 1998.
Ele foi contratado pela Unisul na temporada 1999-00, período que chegou a sua primeira final de Superliga encerrando com o vice-campeonato nesta competição e foi obteve o ouro do Campeonato Catarinense de 1999. Em 2000 subiu evoluiu para categoria juvenil da Seleção Brasileira e disputou o Campeonato Sul-Americano  cuja sede foi na cidade venezuelana de Maracaibo, perdendo a final para os anfitriões  depois de um hegemonia continental da categoria que perdurou desde 1984.
Jardel renovou com a Unisul na temporada 2000-01 e conquistou o bicampeonato catarinense em 2000, e novamente participa das finas da Superliga referente a esta jornada, encerrando com o bronze na edição. Em 2001 ainda disputou na categoria juvenil o Campeonato Mundial em Wroclaw-Polônia pela seleção, desta vez sagrou-se campeão da edição.
Na temporada seguinte é contratado pelo Ecus/Suzano obtendo o bronze no Campeonato Paulista de 2001, e neste mesmo ano foi ouro tanto nos Jogos Abertos do Interior  quanto nos Jogos Regionais, além do título do Grand Prix , mas pela Superliga Brasileira A terminou na quinta colocação.
Em 2002 foi convocado para Seleção Brasileira de Novos, e por este selecionado disputou o Torneio Internacional  7 Nações neste mesmo ano conquistando o título.Defendeu a  Ulbra na temporada 2002-03, sagrando-se campeão do Campeonato Gaúcho de 2002 e do Grand Prix neste mesmo ano e obtendo seu primeiro título na Superliga Brasileira A ocorrido nessa jornada.
Outro clube que atuou foi o Banespa, ocorrido na temporada 2003-04, pelo qual conquistou o vice-campeonato paulista e obteve o quinto lugar na edição correspondente da Superliga Brasileira A.  Nas competições do período 2004-05 defende o Telemig Celular/Minas .Por esse conquista o ouro do Campeonato Mineiro de 2004, e pelo mesmo  clube representou o Esporte Clube Pinheiros no Campeonato Paulista de2004 e no mesmo ano obtém o bronze na  Supercopa Mercosul (III Copa Bento Gonçalves) e o mesmo resultado no Grand Prix (Copa Unisul 40 Anos) e foi vice-campeão da Superliga Brasileira A 2004-05, eleito o Melhor Saque da edição .
Permaneceu no Telemig Celular/Minas para temporada 2005-06, conquistando o bicampeonato mineiro em 2005, novamente representando o Pinheiros no Campeonato Paulista de 2005 na conquista o título do mesmo, e na Superliga Brasileira A 2005-06 termina com o vice-campeonato nacional. Com contrato renovado com esse clube mineiro por mais uma temporada, Jardel sagra-se tricampeão mineiro consecutivamente em 2006, e por sua vez representando o Pinheiros no Campeonato Paulista de 2006 conquistou o bicampeonato consecutivo da competição.Na Superliga Brasileira A 2006-07 foi um dos destaques da conquista do seu segundo título nesta competição, eleito o Melhor Sacador da edição e o Melhor Jogador da Final.
Na quarta temporada consecutivamente pelo Telemig Celular/Minas conquistou o ouro do Campeonato Mineiro de 2007, vice-campeão paulista neste mesmo ano, também representando Pinheiros e novamente foi  vice-campeão da Superliga Brasileira A , edição da temporada 2007-08, eleito mais uma vez o Melhor Sacador da competição. Voltou a defender a Ulbra Suzano Massageol na jornada 2008-09, quando conquistou o título do Campeonato Gaúcho de 2008 e a sétima posição da Superliga Brasileira A 2008-09.
Na jornada seguinte atuou pela Ulbra/ Suzano/ Massageol, sagrando-se campeão paulista em 2008, sendo no mesmo ano: campeão dos Jogos Abertos de São Paulo, dos Jogos Regionais de São Paulo e obteve também o título do Campeonato Gaúcho referente a 2008, mas as finais ocorreram no ano de 2009 por problemas no calendário, contribuindo para seu clube obter o décimo primeiro título  e por este c lube disputou a edição da Superliga Brasileira A 2008-09.
Transferiu-se para o voleibol italiano na temporada 2009-10, onde disputou a Liga A2 Italiana pelo BCC-NEP Castellana Grotte , tendo a melhor campanha da fase de classificação, avançando as semifinais, mas terminou com o bronze na edição, nesta foi eleito o Melhor Central. e foi também semifinalista da Copa A2 Itália (TIM Cup A2).De volta ao voleibol brasileiro firmou contrato com a Cimed para atuar nas competições 2010-11, sagrando-se campeão catarinense de 2010, dos Jogos Abertos do Interior e dos Jogos Regionais,ambos em 2010, além da medalha de prata no Campeonato Sul-Americano de Clubes realizado na cidade de San Juan e finalizou com a medalha de prata e pela Superliga Brasileira A 2010-11. Com a segunda melhor campanha da fase classificatória, encerrou na quinta posição após eliminação nas quartas de final.
Em 2011 esteve na pré-lista de convocação para Seleção Brasileira Militar em preparação para  os Jogos Mundiais Militares no mesmo ano.Assinou contrato com a UFJF e o representou na conquista do quarto lugar do Campeonato Mineiro de 2011 e já na Superliga terminou na penúltima colocação.Transferiu-se mais uma vez para o voleibol europeu, destinando sua trajetória de atleta no  clube frances: Chaumont Volley-Ball 52 e por este disputou a Liga A Francesa 2012-13 chegando as semifinais da edição e encerrando na quarta colocação.Retornou na temporada 2013-14 ao Brasil e de novo acerta com a equipe UFJF, sendo novamente quarto colocado no Campeonato Mineiro e encerrando na nona posição da Superliga Brasileira A correspondente a esta temporada, figurando nos fundamentos individuais: oitavo Melhor Bloqueador e nono Melhor Sacador , temporada esta que assumiu a função de Oposto.
Na jornada 2014-15 foi contratado como reforço pelo Canoas/Unilasalle  e foi campeão do Campeonato Gaúcho de 2014 e eleito o Melhor Atacante da edição e  foi inscrito por este clube na Superliga Brasileira A 2014-15 e encerrou na sétima posição e por este clube encerrou na quinta colocação na na Copa Banco do Brasil, cuja fase final foi disputada em Campinas.

## Títulos e resultados
- Superliga Brasileira A:2002-03[2] e 2006-07[2]
- Superliga Brasileira A:1999-00[2], 2004-05[1][2], 2005-06[2] e 2007-08[2]
- Superliga Brasileira A:2000-01[2]
- Liga A Francesa:2012-13[2]
- Liga A2 Italiana:2009-10[2]
- Torneio Internacional 7 Nações:2002[2]
- III Copa Bento Gonçalves:2004[1]
- Grand Prix de Clubes :2001[1] e 2002[1]
- Copa Unisul 40 Anos :2004[1]
- Jasc:2010[2]
- Jogos Regionais (SC):2010[2]
- Jogos Abertos do Interior de São Paulo:2001[2]
- Jogos Regionais (SP):2001[2]
- Campeonato Mineiro:2004[2],2005[2],2006[2],2007[2]
- Campeonato Mineiro:2011[2] e 2013[2]
- Campeonato Paulista:2005[2],2006[7]
- Campeonato Paulista:2003[2],2004[2] e 2007[8]
- Campeonato Paulista:2001[2]
- Campeonato Gaúcho:2002[2],2008[2] e 2014[23]
- Campeonato Carioca:1998[2][3]
- Campeonato Catarinense:1999[2],2000[2] e 2010[2]

## Premiações individuais
- Melhor Atacante  do Campeonato Gaúcho de 2014[23]
- Melhor Bloqueador  do Campeonato Sul-Americano Infanto-Juvenil de 1998[2]
- Melhor Saque da  Superliga Brasileira A  de 2004-05[2]
- Melhor Saque da  Superliga Brasileira A  de 2006-07[2]
- MVP da Final da  Superliga Brasileira A  de 2006-07[2]
- Melhor Saque da  Superliga Brasileira A  de 2007-08[2]
- Melhor Bloqueador da Copa Brasil de 2007
- Melhor Central da  Liga A2 Italiana  de 2009-10[2]